# Badlapur (film)
Badlapur (in hindī बदलापुर) è un film del 2015 diretto da Sriram Raghavan, tratto dal romanzo L'oscura immensità della morte di Massimo Carlotto.

## Trama
Due rapinatori in fuga uccidono una giovane donna e suo figlio.